# Rouben Mamoulian
Rouben Mamoulian (Tbilisi, 8 ottobre 1897 – Woodland Hills, 4 dicembre 1987) è stato un regista armeno naturalizzato statunitense.

## Biografia
Mamoulian nacque a Tbilisi, in Georgia (all'epoca una provincia della Russia zarista), l'8 ottobre del 1897 da un'agiata famiglia armena. Si trasferì in Inghilterra nel 1922, iniziando la sua attività di regista di commedie teatrali a Londra. Successivamente passò negli Stati Uniti, dove iniziò lavorando come regista teatrale e di opere liriche.

### Regista teatrale
A Broadway diede il via alla sua carriera di regista con una produzione di Porgy di DuBose Heyward, che mise in scena la sua prima rappresentazione il 10 ottobre 1927, per poi dirigere il remake dell'opera (in parte mutato dopo l'intervento di George Gershwin), dal titolo Porgy and Bess (10 ottobre 1935).
Fu il primo regista di famosi musical di Broadway come Oklahoma! (1943), Carousel (1945) e Lost in the Stars (1949).

### Regista cinematografico

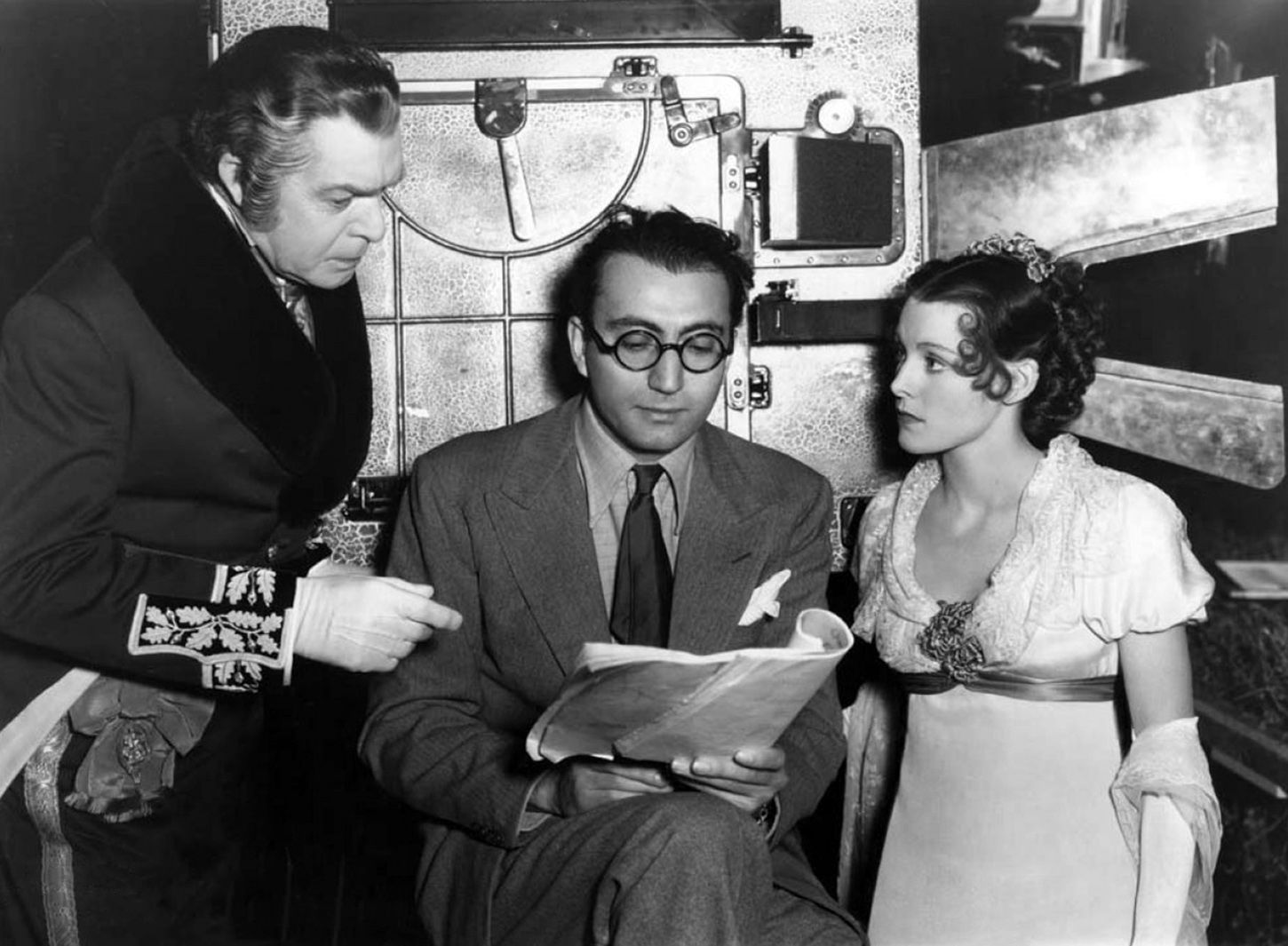
William Faversham, Rouben Mamoulian e Frances Dee sul set di Becky Sharp

Il suo primo film, Applause (1929), fu anche uno dei primissimi film parlati dopo l'era del cinema muto; Mamoulian utilizzò la camera in maniera innovativa sia per i movimenti che per il suono e le nuove tecniche di ripresa furono utilizzate anche in uno dei suoi film più celebri, Il dottor Jekyll (1931), e nel musical Amami stanotte (1932).

### Il primo Technicolor
Diresse i primi tre film in Technicolor, tra cui Becky Sharp (1935) e il musical Sorgenti d'oro (1937), mentre grandi elogi ebbero Il segno di Zorro (1940) e Sangue e arena (1941), entrambi remake di film muti; in particolare, l'ultimo fu girato in Technicolor utilizzando gli schemi di colore basati sui pittori spagnoli Velázquez ed El Greco.

### Ultimi anni e morte
Girò ancora film di successo come La bella di Mosca (1957), continuando al contempo a dirigere musical in teatro.
Morì nel 1987 per cause naturali, all'età di 90 anni, in California.

## Filmografia
- Applause (1929)
- Le vie della città (City Streets) (1931)
- Il dottor Jekyll (Dr. Jekyll and Mr. Hyde) (1931)
- Amami stanotte (Love Me Tonight) (1932)
- Il cantico dei cantici (The Song of Songs) (1933)
- La regina Cristina (Queen Christina) (1933)
- Resurrezione (We Live Again) (1934)
- Becky Sharp (1935)
- Notti messicane (The Gay Desperado) (1936)
- Sorgenti d'oro (High, Wide, and Handsome) (1937)
- Passione (Golden Boy) (1939)
- Il segno di Zorro (The Mark of Zorro) (1940)
- Sangue e arena (Blood and Sand) (1941)
- Ragazze che sognano (Rings on Her Fingers) (1942)
- Summer Holiday (1948)
- La bella di Mosca (Silk Stockings) (1957)
- Cleopatra (1963) - sostituito in corso d'opera da Joseph Mankiewicz

## Spettacoli teatrali (parziale)
- A Month in the Country, scritto da Ivan Sergeyevitch Turgenev - regia (prima: 17 maggio 1930)